# 海盗黄金时代

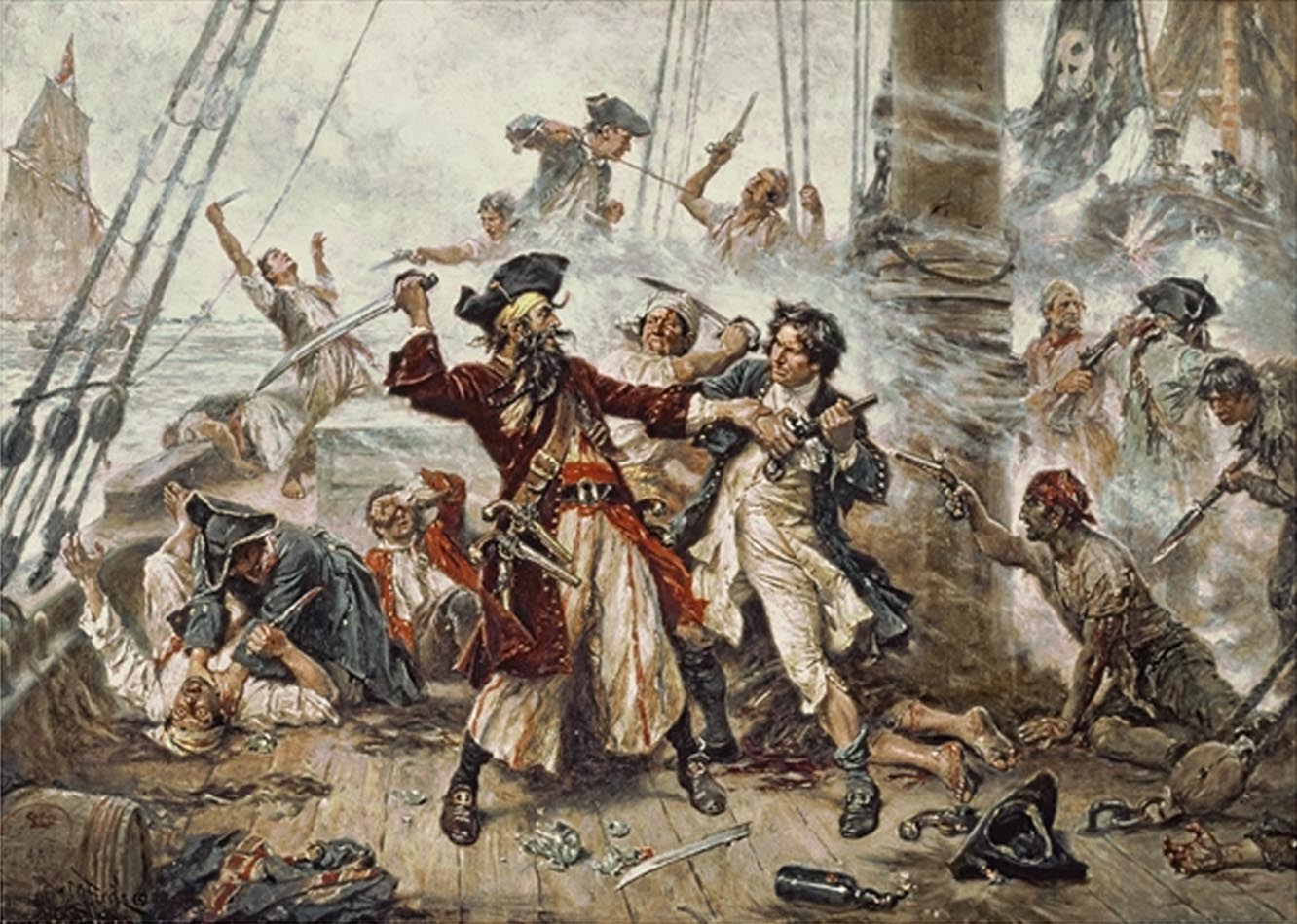
黑鬍子的最後一戰

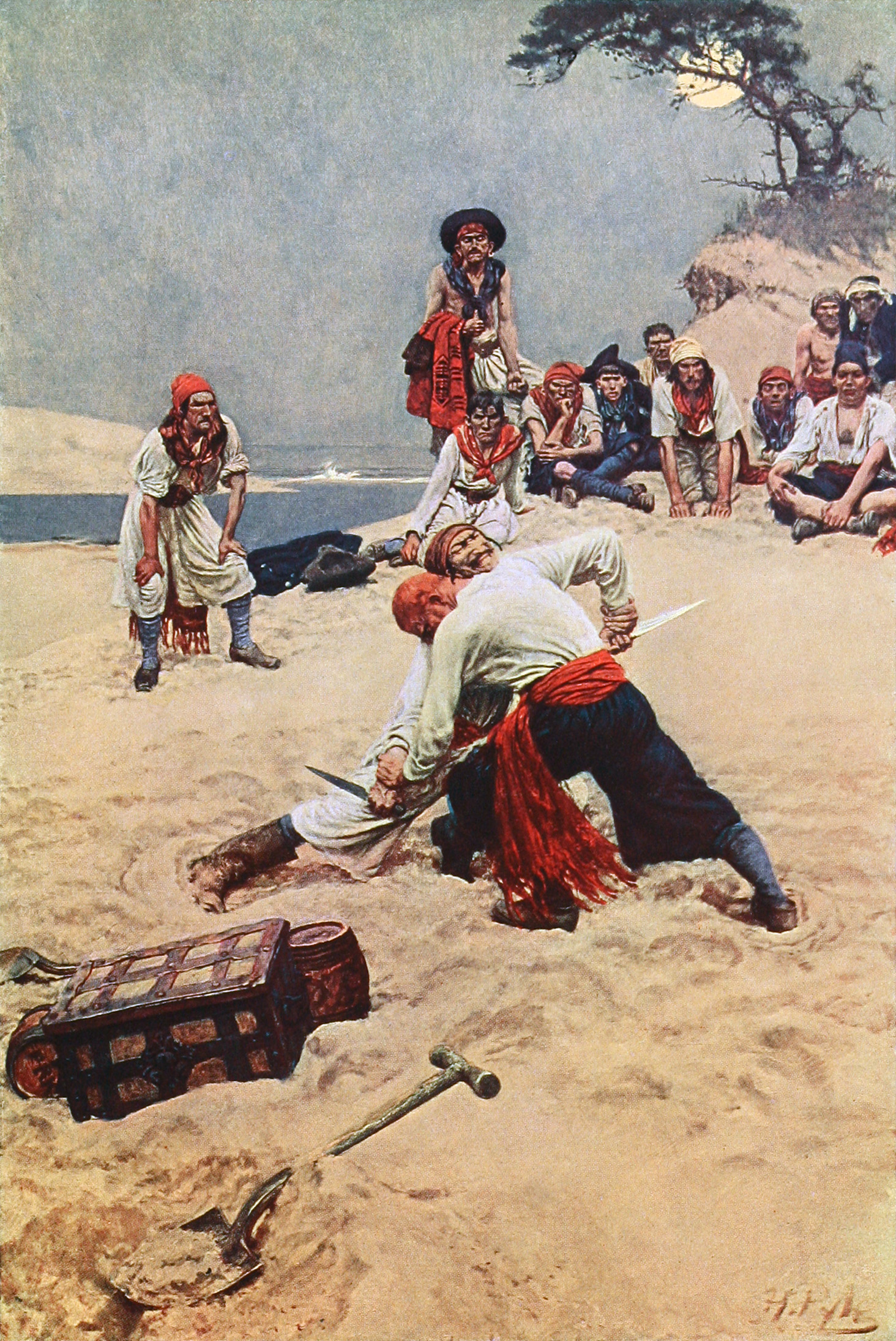
《誰是船長？》，爭奪船長地位的海盜們，霍华德·派尔繪

海盜黃金時代是1650年代至1720年代西方海盜最猖獗的一個時期，它還可細分為三個時期：
1. 1650年至1680年，以牙買加和龜島為據點的英法海盜襲擊加勒比海和太平洋東部的西班牙殖民地的船隻
2. 1690年代，美洲的海盜遠航前往印度洋和紅海襲擊穆斯林和東印度公司商船
3. 西班牙王位繼承戰爭之後，後西班牙時代的海盜（多為英國的原私掠者）在加勒比海、北美洲東岸、西非沿海和印度洋活動

## 命名

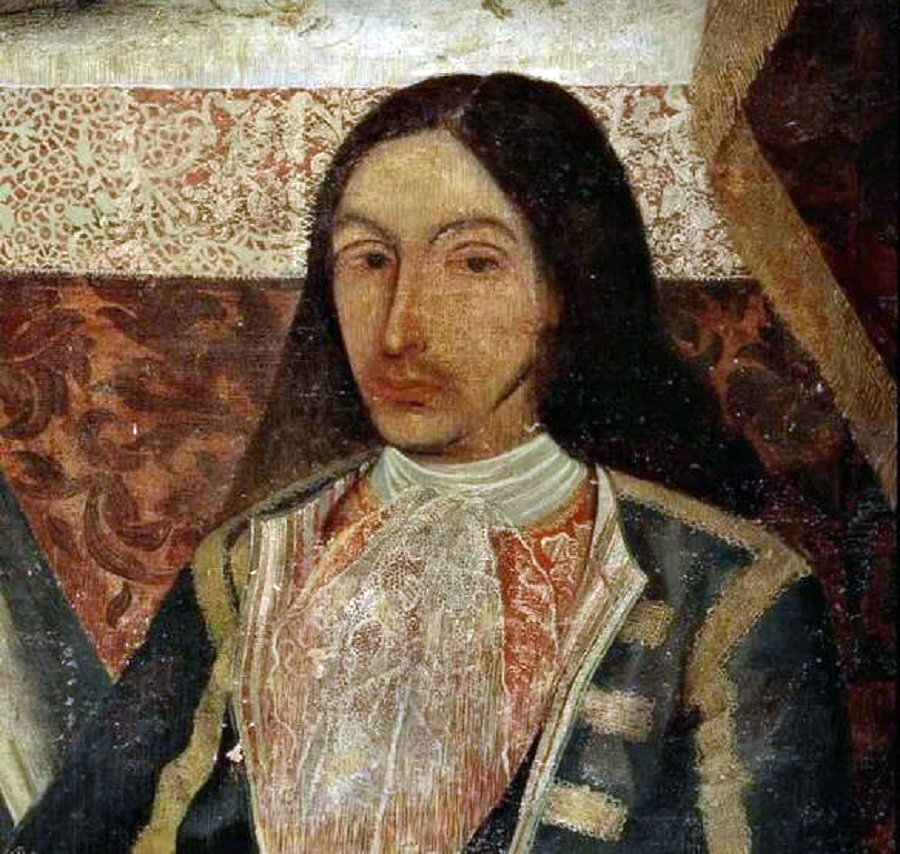
西班牙海盜阿馬羅·帕戈

1894年，英格蘭記者喬治·鮑威爾（George Powell）最早提出了“海盜黃金時代”這一概念，當時指的是17世紀後半期。哲學家約翰·菲斯克在1897年提出了更加系統的說法，即指1650至1720年。
20世紀的歷史學家基本沿襲菲斯克的定義，但也提出了自己的看法。最廣的定義涵蓋了伊麗莎白一世統治時期和18世紀後半葉，這與菲斯克的定義有相當大的出入，後者認為伊麗莎白時代的人物如弗朗西斯·德雷克絕不能算入海盜黃金時代之內。
現在最常見的定義和菲斯克基本一致，一般指1650年至1720或30年代。

## 外部連接
- "America's Worst Pirates" from gregflemming.com （页面存档备份，存于）
- Cindy Vallar, "The Golden Age of Piracy" （页面存档备份，存于）
- The UnMuseum, "The Golden Age of Piracy" （页面存档备份，存于）
- Golden Age of Piracy （页面存档备份，存于）